# Connie Willis
Connie Willis (Denver, 1945) és una escriptora de ciència-ficció guanyadora en onze ocasions del Premi Hugo i en set, del Premi Nebula. Les seves obres acostumen a girar al voltant del viatge en el temps i com les diferents èpoques s'assemblen entre si. Així, apareixen trames en el futur, en què s'ha inventat la tecnologia que permet aquests viatges, i en el passat a on van a parar els protagonistes. Inclou alguns elements d'humor que augmenten la legibilitat de les seves aventures.

## Obres seleccionades
Aquí es presenten algunes de les obres més rellevants, per una versió detallada es recomana consultar la seva fixa a la Internet Speculative Fiction Database ISFD
- Fire Watch (1984)
- Lincoln's Dreams (1987)
- Doomsday Book (1992)
- Remake (1994)
- To Say Nothing of the Dog (1998)
- Even the Queen: And Other Short Stories (1998)
- Miracle and Other Christmas Stories (1999)
- Passage (2001)